# Arteria ileocolica
Die Arteria ileocolica ist eine Schlagader, die das Ende des Dünndarms (terminales Ileum) und den Anfang des Dickdarms (Blinddarm und Colon ascendens) mit Blut versorgt.
Die Arteria ileocolica entspringt der Arteria mesenterica superior. Sie verläuft im Mesenterium des Ileums und des Colon ascendens und gibt hierbei eine große Zahl kleiner Seitenäste in die Darmwand ab, die durch Anastomosen miteinander verbunden sind. Als wichtigen Seitenast gibt sie die Arteria appendicularis in Höhe der Ileozäkalklappe ab, welche die Appendix vermiformis versorgt. Zudem entspringen ihr die Arteria caecalis anterior und die Arteria caecalis posterior.